# Løgumkloster
Løgumkloster (tysk: Lügumkloster) – i daglig tale Kloster – er en by i Sønderjylland med 3.519 indbyggere  (2025), beliggende 9 km øst for Bredebro, 20 km sydvest for Toftlund, 38 km syd for domkirkebyen Ribe og 17 km nord for Tønder. Byen hører til Tønder Kommune og ligger i Region Syddanmark.

## Geografi
Fra nord, syd og øst løber åerne sammen vest for byen og danner Brede Å. Vest for den ligger Åved Plantage. 5 km nordvest for byen findes den 62 m høje Vongshøj med et udsigtstårn, hvorfra man i klart vejr kan se både Vadehavet og Lillebælt.

## Løgumgårde
Løgumkloster er mod nordvest næsten vokset sammen med byen Løgumgårde, som i 2009 havde 580 indbyggere. Siden 2010 er de to byers indbyggertal opgjort samlet. Løgumgårde, der stadig har egne byskilte, men praktisk taget blot er en bydel i Løgumkloster.
I Løgumgårde findes Nørre Løgum Kirke.
Ved det hjørne af kirkegårdsmuren, hvor Sognegade munder ud i Nørregade, står en sten der blev afsløret 5. maj 1924 til minde om Genforeningen i 1920.

## Omkring kirken
Det gamle Løgumkloster hører til Løgumkloster Sogn. Løgumkloster Kirke ligger midt i byen og er opført ca. 1225–1325 som klosterkirke for Cistercienserordenens kloster, der blev grundlagt i 1173. Den korsformede kirke var integreret i klosterbygningen, hvoraf kun en del af sydfløjen er bevaret. Den består af kapitelsalen og i overetagen "Dormitoriet" (munkenes sovesal), hvor der nu er foredragssal.
Vest for kirken findes Slottet, som blev opført i 1614 som jagtslot for hertugen af Gottorp. Det blev delvis bygget på fundamentet fra klosteret, der efter reformationen var nedlagt i 1548. Slottet har rummet amtsstue og retssal, og nu huser det Folkekirkens Uddannelses- og Videnscenter (FUV), der tillige har til huse på Kirke Alle nordøst for kirkegården. Folkekirkens Uddannelses- og Videnscenter varetager uddannelse og efteruddannelse af præster og andre medarbejdere til folkekirken og indsamler, bearbejder og formidler viden om folkekirken og dens virke i samfundet. 
Sydøst for kirken ligger Løgumkloster Refugium, der er startet i 1960. Refugium betyder "tilflugtssted", og institutionen henvender sig til gæster med behov for ro og eftertanke, uanset om formålet er at koble af eller at fordybe sig fagligt. Refugiet har 47 værelser og er via en glasgang forbundet med kirken og kapitelsalen, hvor der holdes morgenandagt for refugiegæster og andre interesserede.
200 m syd for refugiet findes Løgumkloster Højskole.

## Andre faciliteter
- Løgumkloster Distriktsskole har 728 elever, fordelt på 0.-9. klassetrin i Løgumkloster og 0.-6. klassetrin i de to filalskoler i Bredebro og Øster Højst. Alle tre skoler har SFO for 0.-4. klassetrin. Skolen i Løgumkloster har desuden asylklasser for asylanter på 0.-6. klassetrin.[3]
- Løgumkloster Friskole blev etableret i 1987 i det gamle lægehus, men købte i 1992 det næsten 100 år gamle Hotel Løgumkloster og i 1996 nabohuset. Det er en lille skole med 8 medarbejdere og 5 klasser: Børnehaveklassen, Lilleklassen (1.-3. årgang), Mellemklassen (4.-6. årgang) og Storeklassen, der er delt i to: 7.-8. og 9. årgang.[4]
- Klosterhallen består af 4 sportshaller: hal 1 fra 1968 med plads til 400 tilskuere, hal 2 fra 1978 med plads til 200 tilskuere, multihallen fra 1999 og DJS Arena, den nyeste og største hal med plads til 600 siddende personer. De to ældste haller er renoveret i hhv. 1999 og 2012. Desuden findes der mødelokaler og 9 feriehytter, der hver kan rumme 6 personer.[5]
- Nær ved hallen ligger Sportsefterskolen Sine, hvor eleverne bor i 12 huse, der hver har plads til 3-6 elever.[6]
- Løgumkloster Efterskole har plads til 90 elever og er en kristen efterskole, stiftet af Luthersk Missionsforening i 1951. Skolen tilbyder linjer i fodbold og E-sport foruden en række forskellige valgfag indenfor musik, sport, design og adventure. Der er desuden særlige tilbud til integrationselever og et læsehold for ordblinde.[7]
- Den Gamle Biograf blev bygget om af frivillige i 1995-97 og er en selvejende institution. Den er til rådighed for byens kulturliv og kan anvendes til bl.a. amatørteater, foredrag og musik foruden filmforevisninger.[8]

## Historie
Løgum er en afledning af Løghar med betydningen "jord med vandløb" eller "sump".

### Markedspladsen
Drivvejen, Vestjyllands gamle handelsvej, passerede Løgumkloster, så man kunne nøjes med at krydse mindre vandløb og undgå Brede Å. Vejen fulgte åen gennem byen og passerede Markedspladsen, som har ligget i græs siden 1100-tallet og været markedsplads gennem århundreder. Den bruges stadig til forskellige arrangementer, hvoraf Klostermærken (Løgumkloster Marked) over 3 dage i august er det største.

### Jernbanen
Løgumkloster fik i 1888 endestation på jernbanen Bredebro-Løgumkloster, der var en sidebane til Marskbanen, som blev indviet året før mellem Heide og den daværende tysk-danske grænse ved Hviding. Senere fik byen også jernbane mod øst, da den blev endestation på den smalsporede jernbane Aabenraa-Løgumkloster (1901–26). Den blev drevet af Kleinbahnen des Kreises Apenrade, som ved genforeningen i 1920 skiftede navn til Aabenraa Amts Jernbaner. Der var 54,3 km til Aabenraa med amtsbanen, som gik nogenlunde direkte til Nørre Hostrup, men så tog en stor omvej mod nordøst, krydsede den østjyske længdebane i Hovslund Stationsby, passerede Knivsbjerg, gik i en stor bue ud på Løjt Land og kom ind i Aabenraa fra øst!
Bredebro-Løgumkloster var i forvejen normalsporet statsbane, og i 1927 blev amtsbanen afløst af en ny normalsporet statsbane Løgumkloster-Rødekro. Med Rødekro-Løgumkloster-Bredebro Jernbane eller Klosterbanen fik Løgumkloster en mere direkte forbindelse med Aabenraa på kun 34 km via Rødekro-Aabenraa banen. Klosterbanen fik dog en kort levetid på knap 9 år og blev nedlagt i 1936.
Statsbanestationen er bevaret på Stationsvej 16. Amtsbanestationen lige overfor har adressen Jernbanevej 13; den er også bevaret, men stærkt ombygget.

### Krigsfangegravene
Syd for Løgumkloster lå der under 1. verdenskrig en større krigsfangelejr. Selve lejren er fjernet og arealet tilplantet med træer, men en tilhørende gravplads med bl.a. russiske navne på ofre for en tyfus-epidemi i lejren, findes stadig. Der er adgang dertil fra Industrivej via en mindre grusvej kaldet Krigsfangevej.

### Løgumkloster Kommune
Løgumkloster var blevet flække i starten af 1700-tallet og havde dermed visse særrettigheder uden at være købstad. Byen beholdt sin flækkestatus efter genforeningen og kunne derfor træde ud af amtskommunen i 1920'erne. Ved kommunalreformen i 1970
bortfaldt begrebet flække, og Løgumkloster indgik sammen med Bedsted, Højst og Nørre Løgum sogne i Løgumkloster Kommune. Den indgik ved kommunalreformen i 2007 i Tønder Kommune.

## Kendte personer
- Salmedigteren Hans Adolph Brorson (1694-1764) var huslærer hos sin morbror, amtsforvalter Nicolai Clausen 1717–21. I slottets portrum sidder en mindeplade herom, og Brorsonsvej er opkaldt efter digteren.
- Anders Bork Hansen (1909-93), sognepræst i Løgumkloster 1951-78 og primus motor i oprettelsen af Løgumkloster Refugium. Han indledte hvert år Klostermarkedet med en gudstjeneste i kirken for landevejens folk, vagabonder og gøglere. Han blev kåret som ”gøglerpræst” og er en af de tre figurer på Gøglerstatuen, der blev rejst på Markedspladsen i 1981.[10]

## Galleri
- Distriktsskolen
- Friskolen
- Efterskolen
- Den Gamle Biograf
- Krigsfangegravene